# Michael Roth (chính khách)
Michael Roth (sinh ngày 24 tháng 8 năm 1970) là một chính khách người Đức và là thành viên của Đảng Dân chủ Xã hội Đức (SPD). Kể từ ngày 27 tháng 9 năm 1998, ông là thành viên của Bundestag Đức. Kể từ ngày 17 tháng 12 năm 2013, ông là Bộ trưởng Bộ Ngoại giao Châu Âu tại Bộ Ngoại giao Liên bang Đức trong chính phủ của Thủ tướng Angela Merkel. Kể từ tháng 1 năm 2014, ông cũng là Ủy viên Hợp tác Pháp-Đức.

## Đời tư và sự nghiệp học tập
Roth lấy bằng Abitur (bằng cấp đầu vào giáo dục đại học) tại trường trung học Werrirth ở Heringen năm 1990. Sau khi hoàn thành nghĩa vụ quốc gia phi quân sự, ông bắt đầu học khoa học chính trị, luật công, xã hội học, và ngôn ngữ và văn học Đức tại Đại học Johann Goethe Frankfurt am Main vào năm 1991. Ông đã được trao học bổng từ Quỹ Friedrich Ebert và tốt nghiệp ngành khoa học chính trị năm 1997.
Ông làm trợ giảng tại Trung tâm Nghiên cứu Bắc Mỹ và Khoa Khoa học Xã hội tại Đại học Goethe Frankfurt am Main cho đến năm 1998 và là giảng viên tại Viện Khoa học Chính trị Otto Suhr tại Đại học Freie Berlin từ năm 2000 đến 2002.